# Elektroprivreda Republike Srpske
Elektroprivreda Republike Srpske (en serbe cyrillique : Електропривреда Републике Српске), en abrégé ERS, est une holding de Bosnie-Herzégovine, république serbe de Bosnie, dont le siège social est à Banja Luka. Elle travaille dans le secteur énergétique.
Elektroprivreda Republike Srpske assure la production et la distribution d'énergie, en exploitant notamment des centrales hydroélectriques et des centrales thermiques. De nombreuses sociétés par actions, cotées à la bourse de Banja Luka, font partie de la holding, comme Elektro-Bijeljina, Elektro-Hercegovina, Hidroelektrane na Trebisnjici, Elektrodistribucija, Elektro Doboj et Hidroelektrane na Drini.